# بويد بانكس
بويد بانكس هو ممثل كندي، ولد في 16 أبريل 1964 في كندا.

## أعمال

### أفلام
- (2001) جيسون إكس
- (2002) المجنون الأمريكي 2
- (2004) ظهور الموتى[4]
- (2004) هارولد وكومار يذهبان إلى مطعم القلعة البيضاء
- (2005) أرض الموتى[5]
- (2005) رجل السندريلا[6]
- (2006) النافورة
- (2007) لارس والفتاة الحقيقية[7]

## وصلات خارجية
- بويد بانكس على موقع IMDb (الإنجليزية)
- بويد بانكس على موقع ألو سيني (الفرنسية)
- بويد بانكس على موقع أول موفي (الإنجليزية)
- بويد بانكس على موقع قاعدة بيانات الأفلام السويدية (السويدية)
- بويد بانكس على موقع قاعدة بيانات الفيلم (الإنجليزية)
- بويد بانكس على موقع كينوبويسك (الروسية)